# Telki Kórház
A Telki kórház egy magánklinika volt 1998 és 2013 között.

## Története
Magyarország 1945 óta első magánkórházát, a Telki Kórházat 1998-ban nyitották meg és 2013-ig működött. Az intézményalapító Kovács Gábor bankár hosszú távú befektetési koncepcióját jelzi, hogy a Kórház a gyógyítási tevékenységet 15 évig kizárólag saját tulajdonú ingatlanokban és eszközparkkal végezte. A kórház igazgatója dr. Molnár Júlia, orvosigazgatója dr. Kricskovits Ágota volt.
A Budapesttől mindössze 15 km távolságra, védett környezetben fekvő egészségügyi intézmény mátrixkórházként működött, ahol a beteg állt az ellátás középpontjában, azaz nem osztályról osztályra járt a páciens, hanem a különféle specialisták jöttek a beteg ágyához. Ennek köszönhetően felgyorsult a diagnózis felállításának folyamata, optimalizálni tudták a kezeléseket.
2008-2013 között a Telki Kórház szakorvosai a Bp., Budakeszi út 36/C szám alatti Egészségcentrumban 14-féle szűrővizsgálattal, preventív tanácsadással, az elérhető legmodernebb műszerekkel fogadták a pácienseket. A 28 szakma működését integráló, transzparens árakkal működő járóbeteg-szakrendelő és magánkórház hosszú távú célja az igények teljes körű kielégítése volt az alapellátástól a kórházi kezelésekig.
2013-ban a kórház financiális okok miatt megszűnt.
Az érintettek 2015. január 12-én jelentették be, hogy a Budakeszi úti rendelőintézetet a Róbert Károly Magánkórház megvásárolta, a tervek szerint a továbbiakban Róbert Rendelőintézet néven üzemelteti tovább.